# Macrozamia spiralis
Macrozamia spiralis е вид растение от семейство Замиеви (Zamiaceae). Видът е застрашен от изчезване.

## Разпространение
Разпространен е в Австралия (Нов Южен Уелс).